# یان اوانگلستا پورکینیه
یان اوانگلستا پورکینیِه چکی: [ˈpurkɪɲɛ] () (به چکی: Jan Evangelista Purkyně)،(زاده ۱۷ یا ۱۸ دسامبر ۱۷۸۷ - درگذشته ۲۸ ژوئیه۱۸۶۹) دانشمند کالبدشناس و فیزیولوژیست اهل چک بود. او یکی از شناخته شده‌ترین دانشمندان زمان خود بود. در سال ۱۸۳۹ او نام «پروتوپلاست» را برای «ماده مایع درون یاخته» ابداع کرد. پسرش کارل پورکین نقاش بود. او چنان مشهور بود که افراد خارج از اروپا زمانی که به او نامه می‌نوشتند کافی بود آدرس را «پورکینیِه اروپا» بنویسند.
او در گورستان ملی Vyšehrad پراگ، جمهوری چک فعلی به خاک سپرده شد.